# Danh sách đĩa nhạc của Itzy
Nhóm nhạc nữ Hàn Quốc Itzy đã phát hành một album phòng thu, một album tuyển tập, năm mini-album và hai album đĩa đơn.

## Album phòng thu
| Tên           | Thông tin                                                                                              | Danh sách bài hát |
| ------------- | --- | --- |
| Crazy In Love | - Ngày phát hành: 24 tháng 9 năm 2021 - Hãng đĩa: JYP Entertainment - Định dạng: CD, tải về, streaming | 1. LOCO 2. SWIPE 3. Sooo LUCKY 4. .#Twenty 5. B[OO]M-BOXX 6. Gas Me Up 7. LOVE is 8. Chillin' Chillin' 9. Mirror 10. LOCO (English Ver.) 11. DALLA DALLA (달라달라) (Inst.) 12. ICY (Inst.) 13. WANNABE (Inst.) 14. Not Shy (Inst.) 15. 마.피.아 In the morning (Inst.) 16. LOCO (Inst.) |

## Album tổng hợp
| Tên       | Thông tin                                                                                                |
| --------- | --- |
| It'z Itzy | - Ngày phát hành: 22 tháng 12 năm 2021 - Hãng đĩa: Warner Music Japan - Định dạng: CD, tải về, streaming |

## Đĩa mở rộng
| Tên         | Thông tin                                                                                              | Danh sách bài hát |
| Tiếng Hàn   | Tiếng Hàn                                                                                              | Tiếng Hàn |
| ----------- | --- | --- |
| IT'z ICY    | - Ngày phát hành: 29 tháng 7 năm 2019 - Hãng đĩa: JYP Entertainment - Định dạng: CD, tải về, streaming | 1. ICY 2. CHERRY 3. IT'z SUMMER 4. DALLA DALLA (DallasK Remix) 5. WANT IT? (Imad Royal Remix)                                                    |
| IT'z ME     | - Ngày phát hành: 9 tháng 3 năm 2020 - Hãng đĩa: JYP Entertainment - Định dạng: CD, tải về, streaming  | 1. WANNABE 2. Ting Ting Ting (với Oliver Heldens) 3. That's A No No 4. Nobody Like You 5. You Make Me 6. I Don't Wanna Dance 7. 24 Hours (24HRS) |
| Not Shy     | - Ngày phát hành: 17 tháng 8 năm 2020 - Hãng đĩa: JYP Entertainment - Định dạng: CD, tải về, streaming | 1. Not Shy 2. Don't Give A What 3. Louder 4. iD 5. Surf 6. Be In Love                                                                            |
| Guess who   | - Ngày phát hành: 30 tháng 4 năm 2021 - Hãng đĩa: JYP Entertainment - Định dạng: CD, tải về, streaming | 1. 마.피.아. In the morning 2. Sorry Not Sorry 3. Kidding Me 4. Wild Wild West 5. Shoot! 6. Tennis (0:0)                                         |
| Tiếng Nhật  | | |
| WHAT'z ITZY | - Ngày phát hành: 1 tháng 9 năm 2021 - Hãng đĩa: WARNER MUSIC JAPAN - Định dạng: CD, tải về, streaming | 1. DALLA DALLA (달라달라) 2. ICY 3. WANNABE 4. Not Shy 5. In the morning                                                                         |

## Đĩa đơn
| Tên                       | Thông tin                                                                                              | Danh sách bài hát                                                                                                   |
| ------------------------- | --- | --- |
| IT'z Different            | - Ngày phát hành: 12 tháng 2 năm 2019 - Hãng đĩa: JYP Entertainment - Định dạng: CD, tải về, streaming | 1. DALLA DALLA (달라달라) 2. WANT IT?                                                                               |
| Not Shy (English version) | - Ngày phát hành: 22 tháng 1 năm 2021 - Hãng đĩa: JYP Entertainment - Định dạng: CD, tải về, streaming | 1. Not Shy (English version) 2. WANNABE (English version) 3. ICY (English version) 4. DALLA DALLA (English version) |

## Video âm nhạc

### Video âm nhạc
| Năm  | Ngày phát hành | Tên                      | Đạo diễn | Album          | Ghi chú                         |
| ---- | -------------- | ------------------------ | -------- | -------------- | ------------------------------- |
| 2019 | 12 tháng 2     | DALLA DALLA              | NAIVE    | It'z Different | MV debut                        |
| 2019 | 29 tháng 7     | ICY                      | NAIVE    | It'z Icy       |                                 |
| 2020 | 9 tháng 3      | WANNABE                  | NAIVE    | It'z Me        |                                 |
| 2020 | 17 tháng 8     | Not Shy                  | NAIVE    | Not Shy        |                                 |
| 2021 | 30 tháng 4     | 마.피.아. In the morning | NAIVE    | Guess Who      |                                 |
| 2021 | 1 tháng 7      | 얼음깨 (Break Ice)       |          |                | Kết hợp với Second Aunt KimDaVi |
| 2021 | 24 tháng 9     | LOCO                     |          | Crazy In Love  |                                 |
| 2021 | 27 tháng 9     | Swipe                    |          | Crazy In Love  |                                 |

### Video âm nhạc đã xuất hiện
| Năm  | Ngày phát hành | Tên                                     | Nghệ sĩ | Thành viên   |
| ---- | -------------- | --------------------------------------- | ------- | ------------ |
| 2017 | 18 tháng 8     | LOVE YOURSELF Highlight Reel '起承轉結' | BTS     | Ryujin, Yuna |